# 20336 Gretamills
20336 Gretamills è un asteroide della fascia principale. Scoperto nel 1998, presenta un'orbita caratterizzata da un semiasse maggiore pari a 2,6367493 UA e da un'eccentricità di 0,1819315, inclinata di 2,14933° rispetto all'eclittica.